# ترن‌هوایی یوتانازی

نمایه مسیر ساحل اتانازی که تپه بالابر ۵۰۰ متری (۱۶۰۰ فوتی) و هفت کلوتوئید وارژگون آن را نشان می‌دهد

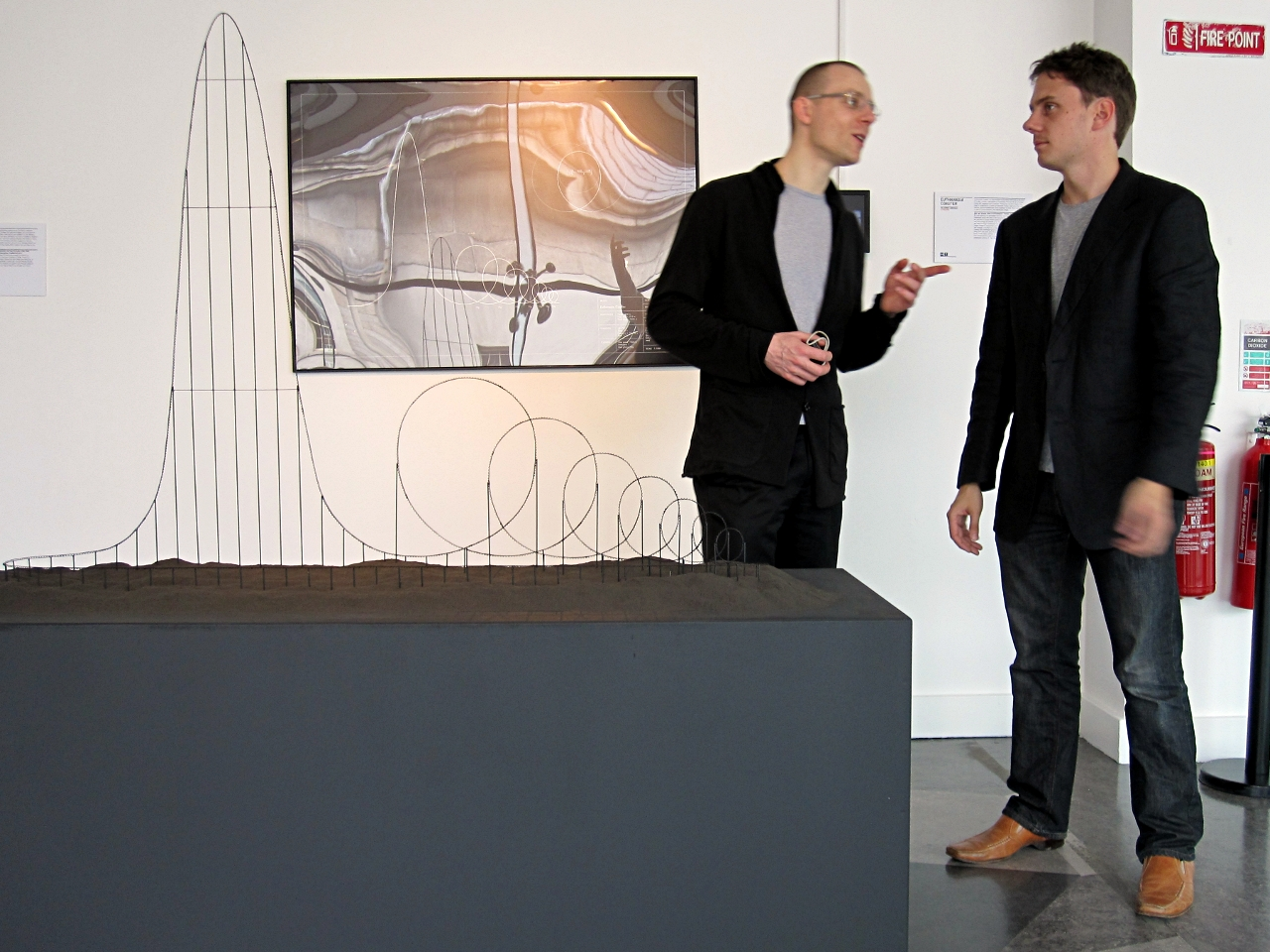
تصویری از طرح جولیخوناس اوربوناس (سمت چپ). گالری علوم دوبلین سال ۲۰۰۹

ترن‌هوایی یوتانازی (به انگلیسی: Euthanasia Coaster) یک ترن‌هوایی فولادی فرضی است که به عنوان یک دستگاه یوتانازی و جهت کشتن مسافران خود طراحی شده است. این مفهوم توسط هنرمند لیتوانیایی جولیخوناس اوربوناس، کاندیدای دکترا در کالج سلطنتی هنر لندن، در سال ۲۰۱۰ طراحی و به صورت مدل مقیاس (در مقیاس کوچکتر) ساخته شد. اوربوناس، که به عنوان کارمند شهربازی تجربه دارد، اظهار داشت که هدف از ترن‌هوایی مفهومی او، گرفتن زندگی «با ظرافت و سرخوشی» است. اوربوناس درمورد کاربردهای عملی طراح خود از «یوتانازی» یا «اعدام» یادکرد. جان آلن، که به عنوان رئیس شرکت فیلادلفیا توبوگان خدمت می‌کرد، الهام بخش اوربوناس با توصیف او از ترن‌هوایی «نهایی» به‌عنوان یک ترن‌هوایی است که «۲۴ نفر را می‌فرستد و همه آنها مرده برمی‌گردند».